# Герага, Павел Иосифович
Па́вел Ио́сифович Гера́га (1892—1969) — советский актёр театра и кино, народный артист РСФСР (1947).

## Биография
Родился 4 сентября (16 сентября по новому стилю) 1892 года в Сибири, под Красноярском.
Работать на сцене начал в 1909 году в Красноярске. Затем работал в театрах Самары, Иркутска, Ярославля, Ростова-на-Дону, Тулы, Казани и других городов России. В 1920-е годы был актером ленинградского ТЮЗа.
С 1932 года Павел Герага жил в Москве. В 1932—1939 годах был актёром Центрального театра Красной Армии, в 1939—1968 годах — Театра имени Моссовета. Также снимался в кино.
Находился на пенсии, жил в Москве. Умер 8 августа 1969 года в Москве. Похоронен на Новодевичьем кладбище (7 участок, 8 ряд).

## Творчество

### Фильмография
- 1936 год — «Цирк» − зритель в цирке
- 1936 год — «Родина зовёт» − начальник штаба
- 1940 год — «Светлый путь» − военный
- 1941 год — «Парень из тайги» − Прохор
- 1941 год — «Боевой киносборник № 6» − Онисим Петрович
- 1942 год — «Боевой киносборник № 11» − эпизод
- 1942 год — «Белорусские новеллы» (киносборник) − партизан
- 1943 год — «Фронт» − Колос
- 1943 год — «Жди меня» − Федор Игнатьевич Левыкин
- 1943 год — «Дни и ночи» − командующий фронтом
- 1949 год — «У них есть Родина» − советский офицер

### Роли в театре
- 1950 — «Чаша радости» Н. Винникова — Близнюк
- 1953 — «Красавец мужчина» А.Н. Островского — Лотохин
- «Шторм» В. Билль-Белоцерковского — председатель укома
- 1956 — «Красавец мужчина» А.Н. Островского — Наум Федотыч
- «В одном городе» А. Софронова — Ратников
- «Цемент» По Гладкову — Глеб Чумалов
- «Русские люди» — Глоба
- «Нашествие» Л. Леонова — Доктор Таланов
- «Три камня веры» Н. Вирты — Сторожев
- «Гроза» А. Островского — Дикой
- «Кража» Лондона — Старкуэтер

Театр имени Моссовета
- «Мещане» М. Горького — Тетерев
- 1934 — «Гибель эскадры» А.Е. Корнейчука — Гайдай